# Босежур (Марна)
Босежу́р (фр. Beauséjour) — французская деревня в департаменте Марна, полностью уничтоженная во время Первой мировой войны. Она была частью коммуны Минокур-ле-Мений-ле-Юрлю.
Деревня основана в 1820 году. Она является сценой борьбы между Германией, Францией и Британией в 1914—1915 гг. После войны не подлежала восстановлению. В настоящее время это исторический монумент. Уроженцем этой деревни является старейший человек во Франции Моррис Флокет, который участвовал в Первой мировой войне и выжил.